# Chulyms
Os Chulyms também chamados Tártaros Chulym, (Чулымцы em Russo; sse chama de Чулымские люди, termo russo para  povo Chulym) são um povo turco do Oblast de Tomsk e do Krai de Krasnoyarsk, Rússia.

## History

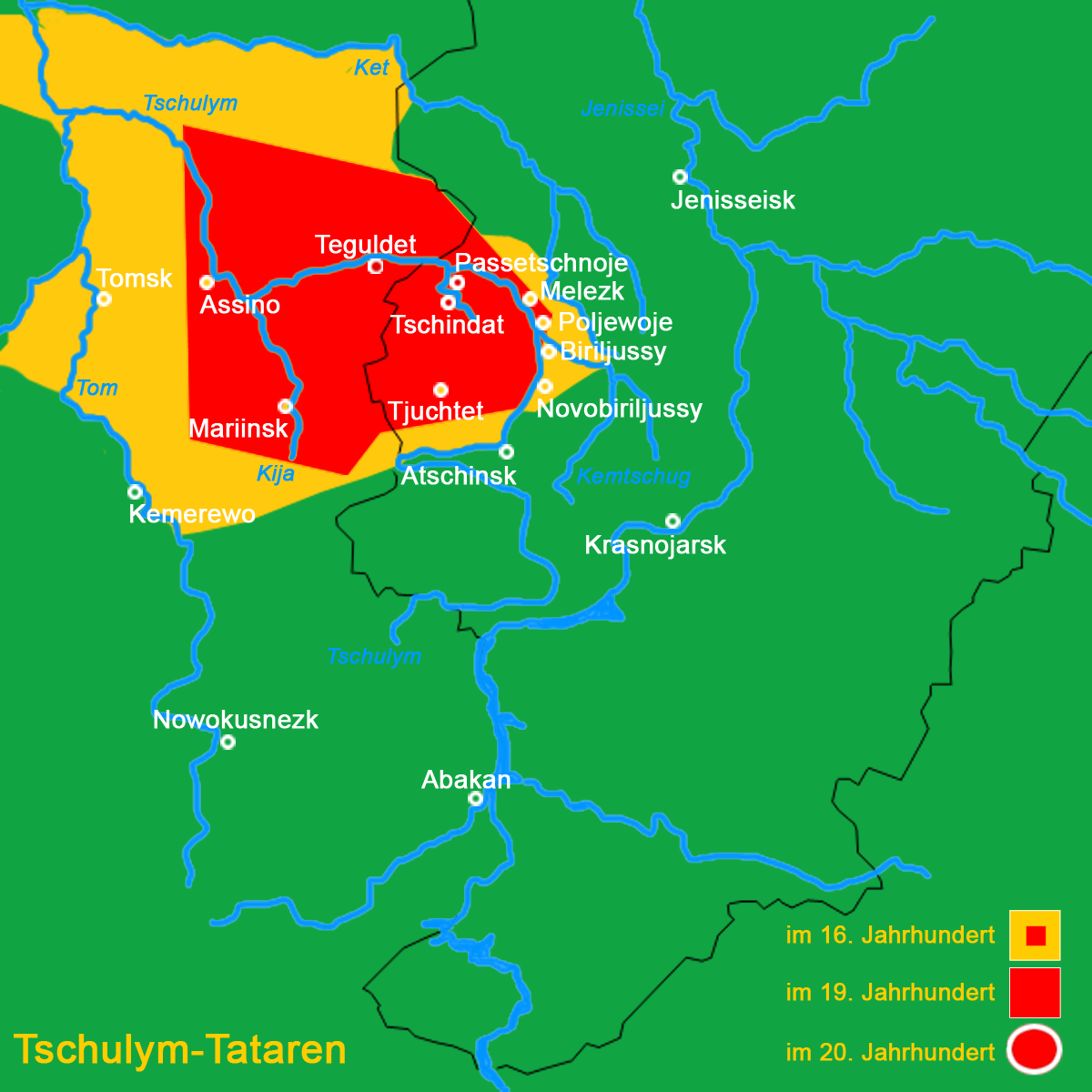
Distribuição geográfica dos Tártaros Chulyms nas margens do rio Chulym nos séculos XVI, XIX e XX

Os Chulyms Tártaros se dirigiram inicialmente ai rio Chulym (afluente do Ob) depois de expulsos de suas terras de origem no Canato da Sibéria pelas tropas de Ermak Timofeevich.
Viviam ao longo das margens do baixo rio Chulym. Os russos os chamavam de Tártaros Chulymiano. Os Chulyms apareceram por volta dos séculos XVII e XVIII como resultado de cruzamentos com povos Turcos que também haviam migrado para o leste depois da queda do se afastando do Canato da Sibéria, como os Teleutas e os quirguizes do Ienissei. Os Chulyms não eram nômades, adotaram a agricultura e a pecuária por influência de camponeses russos da região. Os Chulyms se miscigenaram com os Khakas e também com russos.
Conforme o Censo da Rússia de 2002, havia 656 Chulyms no país. São falantes da língua chulym uma língua turcomana  também conhecida como Ös. Suas religiões são crenças shamanistas ou seguem a Igreja Ortodoxa Russa.